# Thereuodon
Thereuodon is een geslacht van uitgestorven zoogdieren bekend uit het Vroeg-Krijt van Zuid-Engeland, Marokko en Frankrijk. De typesoort, benoemd in 1989 door Denise Sigogneau-Russell op basis van tanden uit de vroegste Ksar Metlili-formatie uit het Krijt van Marokko, is Thereuodon dahmani. De geslachtsnaam betekent 'de achtervolgende tand'. Het holotype is MNHN SA 13, een bovenste rechterkies.
Een tweede soort benoemd door Sigogneau-Russell en Paul Ensom, op basis van tanden uit de Lulworth-formatie van Engeland, is Thereuodon taraktes . De soortaanduiding betekent 'verstoorder' in het Grieks, een verwijzing naar zowel de verstoring van de stamboom die de soort opleverde als de verstoring van de wateren die de migratie naar Engeland zou hebben veroorzaakt. Het holotype is DORCM GS 665, een bovenste rechterkies gevonden in de Sunnydown Farm Quarry bij Langton Matravers in Dorset.
Het geslacht onderscheidt zich door een parastyle met knobbel en bekken, een trigoon verdeeld door een scherpe kam, een sterk ontwikkelde knobbel D en een meer buitenste positie van de stylocoon. De twee soorten kunnen worden onderscheiden door een onderbreking in het cingulum bij Thereuodon dahmani, een meer stompe mediale kam bij Thereuodon taraktes, een stompere stylocoon bij Thereuodon taraktes, een 'c' cuspule bij Thereuodon dahmani en een gereduceerd facet A bij Thereuodon taraktes. 
Het geslacht Thereuodon is het enige taxon in de symmetrodonte familie Thereuodontidae, die nauw verwant kan zijn aan de Spalacotheriidae. Een tand verwezen naar Thereuodon cf. taraktes is bekend uit het Angeac-Charente beenderbed uit het Berriasien van Frankrijk.